# Барсуковский сельсовет (Гомельская область)
Барсуковский сельсовет (белор. Барсукоўскі сельсавет) — административная единица на территории Кормянского района Гомельской области Республики Беларусь. Административный центр — агрогородок Барсуки.

## История
Образован 20 августа 1924 года в составе Кормянского района Могилёвского округа БССР. После упразднения окружной системы 26 июля 1930 года в Кормянском районе БССР. С 20 февраля 1938 года в составе Гомельской области. С 25 декабря 1962 года сельсовет в составе Рогачёвского района, с 6 января 1965 года — в составе Чечерского района, с 30 июля 1966 года — в составе восстановленного Кормянского района.
11 января 2023 года Барсуковский и Каменский сельсоветы Кормянского района Гомельской области объединены в одну административно-территориальную единицу — Барсуковский сельсовет, с включением в его состав земельных участков Каменского сельсовета.

## Состав
Барсуковский сельсовет включает 13 населённых пунктов:
- Барсуки — агрогородок
- Белев — деревня
- Берёзовка — деревня
- Бор — деревня
- Каменка — деревня
- Кучин — деревня
- Лебедевка — деревня
- Новоселки — деревня
- Покровский — посёлок
- Реут — деревня
- Сырская Буда — деревня
- Тараховка — деревня
- Яновка — деревня